# 이영미 (성우)
이영미(1979년 9월 26일 ~)는 대한민국의 성우이다. 2011년 KBS 36기로 입사했으며 한국방송 성우극회 소속이다.

## 출연작품

### 극장판 애니메이션
- 몬스터 대학교 - 피엔케이 멤버
- 정글론
- 가면라이더 포제 (애니원) - 최지연 역

### 외화

#### 드라마
- 닥터 후 시즌 7  (KBS) - 엔지 역
- 아틀란티스 (KBS)  - 바우커스 역

#### 영화
- 송 포 유 (KBS) - 간호사 (캘리타 레인포드)
- 노예 12년 (KBS) - 팻시 (루피타 니옹고)

### 라디오 드라마

#### KBS
소설극장 (KBS 3라디오)
- 2011.02.14 ~ 2011.04.06 은희경 <소년을 위로해줘> (독고태수 모)
- 2011.04.07 ~ 2011.05.21 권비영 <덕혜옹주> (유모)
- 2011.05.22 ~ 2011.07.02 박완서 <아주 오래된 농담> (외숙모 / 현금 시어머니 / 산모)
- 2011.08.16 ~ 2011.09.27 최인호 <낯익은 타인들의 도시> (전단지 문구 / 여직원 / K의 누나 / 여인 / 여주인)
- 2011.09.28 ~ 2011.11.04 오세영 <북벌> (묘선)
- 2011.11.05 ~ 2011.11.14 성석제 <호랑이를 봤다> (노부인 / 술집 주인 / 노인)
- 2011.11.15 ~ 2012.01.23 정유정 <7년의 밤> (하영)
- 2012.01.24 ~ 2012.03.01 심윤경 <나의 아름다운 정원> (어머니)
- 2012.03.02 ~ 2012.04.08 최문희 <난설헌> (송씨)
- 2012.04.09 ~ 2012.07.06 천명관 <나의 삼촌, 브루스 리> (최원정)
- 2012.10.06 ~ 2012.11.09 백영옥 <실연당한 사람들을 위한 일곱시 조찬 모임> (현정 엄마)
- 2012.11.10 ~ 2012.12.19 이승우 <지상의 노래> (영배 어머니 / 미장원 원장)
- 2012.12.20 ~ 2013.01.24 조세희 <난장이가 쏘아 올린 작은 공> ('12.21~12.25' 해설 / '01.04~01.05' 해설)

라디오 극장 (KBS 한민족 방송)
- 2011.05.01 ~ 2011.05.31 박석준 <그루터기> (여자)
- 2011.06.01 ~ 2011.06.30 천명관 <고령화 가족> (알바생)
- 2011.07.01 ~ 2011.07.31 권현숙 <루마니아의 연인> (로사)
- 2012.01.01 ~ 2012.01.31 한수영 <플루토의 지붕> (슈퍼댁 / 이웃1)
- 2012.03.01 ~ 2012.03.31 조정래 <황토> (주인 여자)
- 2012.04.01 ~ 2012.04.30 김탁환 <열녀문의 비밀> (남영채)
- 2012.06.01 ~ 2012.06.30 성석제 <도망자 이치도> (장마담)
- 2012.07.01 ~ 2012.07.31 김별아 <논개> (여자 / 속가 낭독 / 김첨지 처 / 아낙1)
- 2012.11.01 ~ 2012.11.30 김별아 <채홍> (석가이)
- 2012.12.01 ~ 2012.12.31 명지현 <교군의 맛> (직원1 / 직원2)
- 2013.03.01 ~ 2013.03.31 최일남 <그리고 흔들리는 배> (다숙)

라디오 독서실 (KBS 2라디오)
- 2011.03.06 김   숨 <아무도 돌아오지 않는 밤> (여직원)
- 2011.03.13 최제훈 <그녀의 매듭> (여직원1)
- 2011.03.20 박형서 <자정의 픽션> (송보미)
- 2011.04.03 김연수 <세계의 끝 여자친구> (젊은여)
- 2011.04.10 박민규 <그렇습니까? 기린입니다> (성우)
- 2011.04.24 백영옥 <청첩장 살인사건> (영양사)
- 2011.05.08 이명랑 <제삿날> (아낙1)
- 2011.05.29 최일남 <타령>(채소)
- 2011.06.05 강영숙 <문래에서> (화가2)
- 2011.06.26 김영현 <깊은 강은 멀리 흐른다> (어린 기호)
- 2011.07.10 김도연 <사람 살려> (물귀신)
- 2011.07.17 조선희 <서리, 박지> (배여사)
- 2011.07.31 황태환 <고양이를 찾습니다> (고양이)
- 2011.08.28 염승숙 <노 웨어 맨> (여사장)
- 2011.09.04 한성우 <아, 김광석> (간호사)
- 2011.09.11 이청준 <서편제>  (아낙2)
- 2011.09.18 공선옥 <설운 사나이> (김여사)
- 2011.10.02 이혜경 <북촌> (관광객)
- 2011.10.23 한   강 <여수의 사랑> (할머니)
- 2011.11.06 이무영 <제1과 제1장> (필년)
- 2011.11.27 윤성희 <부메랑> (여동생)
- 2011.12.04 전성태 <국화를 안고> (남자 모)
- 2011.12.11 최진영 <돈가방> (장수 처)
- 2012.01.01 박지원 <호질>, <열녀함양박씨전> (아내)
- 2012.01.08 김서령 <어디로 갈까요> (지사장)
- 2012.01.15 김혜진 <치킨 런> (부동산 여자)
- 2012.01.22 안숙경 <삼각조르기> (성우)
- 2012.02.19 김   숨 <국수> (아낙1)
- 2012.02.26 조   현 <그 순간 너와 나는> (승훈)
- 2012.03.04 정용준 <떠떠떠 떠> (여성)
- 2012.03.18 최민석 <부산말로는 할 수 없었던 이방인 부르스의 말로> (시민1)
- 2012.04.15 윤흥길 <종탑 아래에서> (외할머니)
- 2012.05.13 윤후명 <모든 별들은 음악소리를 낸다> (고모)
- 2012.05.20 김유정 <만무방> (아내)
- 2012.05.27 김소진 <눈사람 속의 검은 항아리> (할머니)
- 2012.06.03 최인훈 <놀부뎐> (흥부 처)
- 2012.06.10 이청준 <선학동 나그네> (아낙2)
- 2012.06.24 김만중 <사씨남정기>(십랑)
- 2012.07.15 하   우 <모기> (집주인)
- 2012.07.29 박해로 <운수 나쁜 날> (B사감)
- 2012.08.05 조선희 <버들고리> (엄마)
- 2012.08.19 채만식 <레디메이드 인생> (노파)
- 2012.09.02 김성중 <국경시장> (식당주인)
- 2012.09.16 김애란 <그 곳에 밤 여기에 노래> (형수)
- 2012.09.30 작자미상 <규중칠우쟁론기> 외 2편 (자 / 의유당)
- 2012.10.07 권여선 <은반지> (큰딸)
- 2012.10.28 김인숙 <빈 집> (친구)
- 2012.11.04 김중혁 <요요> (행인2)
- 2012.11.11 서유미 <당분간 인간> (집주인)
- 2012.11.18 김연수 <인구가 나다> (손님)
- 2012.11.25 김종은 <버틸 수 있겠어> (자치회장)
- 2012.12.30 김   숨 <옥천 가는 날> (큰언니)
- 2013.01.20 고송석 <이교도> (여주인)
- 2013.04.07 김엄지 <영철이> (아내)

KBS 무대 (KBS 한민족 방송)
- 2011.04.23 월정교를 건너며
- 2011.05.07 코끼리 (아줌마)
- 2011.05.21 황금 테두리 (직원)
- 2011.05.28 할아버지의 피아노 (은숙)
- 2011.06.18 거울 속의 나 (희연)
- 2011.07.02 웨딩 브레이커
- 2011.07.16 그 이름으로 (점원)
- 2011.07.30 세여자의 2박 3일 (안내방송 / 진실)
- 2011.08.13 별이 빛나는 밤에
- 2011.08.27 너는 나의 미래 (의사)
- 2011.09.03 영이누나 (아줌마1)
- 2011.09.10 우리들의 한가위 (진행자)
- 2011.09.24 502호 그 여자 (여직원)
- 2011.10.29 꽃진이 (친구1)
- 2011.11.19 그 남자의 귀향 (여자)
- 2011.11.26 소년의 바다 (동료)
- 2011.12.24 나를 연애하게 하라	(직원1)
- 2011.12.31 해프닝 2011 (약사)
- 2012.01.07 소크라테스는 살아있다 (수진)
- 2012.02.11 청소 만사성 (집사)
- 2012.02.18 내 딸을 부탁해 (네 번째)
- 2012.03.17 섬에 취하다 (봉이네)
- 2012.03.24 꽃피는 봄이 오면 (정란)
- 2012.04.07 외로움도 힘이 된다 (여자2)
- 2012.04.21 세상에서 가장 아름다운 만남 (서현 모)
- 2012.05.05 숙희의 다이어트 워 (사모)
- 2012.05.19 출구 (사서)
- 2012.05.26 그녀들의 이중생활 (여자1)
- 2012.06.16 천사를 보았다 (미연)
- 2012.10.06 황혼의 블루스 (나주댁)
- 2012.12.08 울엄마 봉순씨 (동네2)
- 2012.12.22 가지 않은 길 (간호사)
- 2013.02.23 지울 수 없는 사랑 (박지은)
- 2013.05.18 가장 멀리 있는 나 (복자)
- 2013.11.02 친절한 동방빈 (김선배)
- 2015.01.10 매미를 엿보다 (윤영)

건강 365 (KBS 3라디오)
- 2012.01.02 ~ 2012.12.28 <365 건강 뉴스> (콩트 연기 / 뉴스 낭독)

바람따라 구름따라 (KBS 한민족 방송)
- (연기)

다큐멘터리 역사를 찾아서 (KBS 1라디오)
- (연기)

책 읽는 밤 (KBS 1라디오)
- (연기)

대한민국 경제실록 (KBS 1라디오)
- 2011.04.21 ~ 2011.06.17 제07화 한국경제의 대동맥 경부고속도로 (엄마)
- 2011.08.17 ~ 2011.10.26 제09화 서울, 고도성장의 신화 (중년 여인 외)
- 2012.03.05 ~ 2012.05.01 제12화 산업인력 해외진출사 (독일 간호사 외)
- 2012.07.16 ~ 2012.09.21 제14화 5공화국, 부실기업 정리의 명과암 (부인)
- 2012.12.10 ~ 2013.02.22 제16화 재벌의 맹아기 (정순영 외)

연말특집 다큐멘터리 3부작 <중동 민주화, 그리고 북한은> (KBS 한민족 방송)
- 2012.12.29 제1부 재스민 향기 변화의 시작 (해설)
- 2012.12.30 제2부 무바라크 퇴진, 이집트의 혁명일지 (해설)
- 2012.12.31 제3부 자유를 염원하는 리비야의 시계 (해설)

연중기획 <이제, 나는 대한민국 국민입니다> (KBS 한민족 방송)
- 2014.04.29 제04부 사할린 동포 허남훈의 망향가 (어머니)

방송의 날 특별기획 8부작 <북한의 솔제니친, 현역작가 반디의 고발> (KBS 한민족 방송)
- 2014.08.27 제1부 탈북기 (문영희)
- 2014.08.28 제2부 유령의 도시 (탁아소 보모)
- 2014.08.29 제3부 준마의 일생 (설영수 아내)
- 2014.08.30 제4부 지척만리 (명철 모)
- 2014.08.31 제5부 복마전 (새댁)
- 2014.09.01 제6부 무대 (여자)
- 2014.09.02 제7부 빨간 버섯 (책임비서 부인)

#### 국악방송
국악방송 라디오 특집 다큐멘터리 (국악방송)
- 2013.04.30 국악방송 개국 12주년 기념 신민요 특집 <모던민요, 봄날을 노래하다> (내레이션)

### 방송
- KBS 가요무대

### 애니메이션 주제가 (제목 - 곡명)
- 기어파이터 샤이닝 오프닝 - 인피니티(INFINITY)
- 파이터 바키 오프닝
- 풀 메탈 패닉! 오프닝 - 투모로우(TOMORROW)
- 풀 메탈 패닉! 엔딩 - 지지 않는 꽃
- 탐정학원Q 2기 오프닝 - 기억해줘
- 부메랑 파이터 오프닝

## 수상 경력
2012 KBS 라디오 연기대상 - 신인상 수상